# Бътлър (окръг, Алабама)
Вижте пояснителната страница за други значения на Бътлър.
Окръг Бътлър (на английски: Butler County) е окръг в щата Алабама, Съединени американски щати. Площта му е 2015 km², а населението – 19 051 души (1 април 2020). Административен център е град Грийнвил.